# European Cultural Foundation
La European Cultural Foundation (ECF - "Fondazione culturale europea") è una fondazione culturale indipendente con sede nei Paesi Bassi. La sua missione è quella di “avere un impatto tangibile sulla società civile, sulle iniziative dei cittadini, sull’opinione pubblica e sulle proposte politiche per combattere le forze frammentarie che mettono a repentaglio la pace e il progresso sociale in Europa”.

## Organizzazione
La Fondazione Culturale Europea fu fondata a Ginevra nel 1954 dal filosofo svizzero Denis de Rougemont.  Il primo presidente dell'ECF fu Robert Schuman, uno dei principali architetti della Comunità economica europea, che in seguito si sarebbe evoluta nell'Unione europea.
Fin dall'inizio, l'ECF si concentrò sull'attuazione di un programma di sovvenzioni europee, basato sull'idea di porre la cultura all'intersezione tra istruzione, scienze sociali e storia. 
Nel 1960, l'ECF si trasferì ad Amsterdam su iniziativa del principe Bernhard dei Paesi Bassi, che fu presidente dell'ECF dal 1955 al 1977. 
Da allora il programma dell'ECF si è evoluto parallelamente alle mutevoli dinamiche della politica europea. Negli anni '60, l'ECF si è concentrata sul futuro dell'Europa attraverso un forum giovanile sull'istruzione e un'iniziativa chiamata Plan Europe 2000.  Negli anni ’70, l’enfasi si spostò sulla mobilità degli studenti e dal 1987 al 1995, l’ECF gestì il programma di scambio studentesco Erasmus. 
Con la continua espansione dell’Europa, l’attenzione dell’ECF si è rivolta alla dimensione culturale dell’integrazione e dell’allargamento europeo e include il lavoro di rafforzamento delle capacità nell’area del Mediterraneo e nell’Europa orientale.
Ancora oggi la fondazione continua a sostenere lo scambio culturale e l'espressione creativa in tutta Europa, attraverso attività di advocacy, attivismo mediatico, partnership, eventi e programmi di sovvenzioni. Ciò includeva le sovvenzioni di viaggio STEP, che incoraggiavano la mobilità; e il programma TANDEM Cultural Exchange, che facilitava lo scambio di manager culturali.
Tra il 2013 e il 2017, l’ECF ha lavorato in stretta collaborazione con organizzazioni culturali in Croazia, Francia, Polonia, Moldavia, Spagna e Svezia come parte della rete Connected Action for the Commons il che ha portato a una serie di Idea Camp in Francia, Svezia e Spagna,  ispirando diverse edizioni speciali di Eurozine.
La principessa Laurentien dei Paesi Bassi è attualmente  il Presidente dell'ECF e Membro Straordinario del Consiglio di Sorveglianza dell'ECF.  Dal novembre 2018, André Wilkens è il direttore della fondazione.
ECF è un ente di beneficenza registrato ed è finanziato da Vriendenloterij (precedentemente BankGiro Loterij ) e Nederlandse Loterij in collaborazione con Prins Bernhard Cultuurfonds .